# 5758 (année hébraïque)
5758 (hébreu : ה'תשנ"ח , abbr. : תשנ"ח) est une année hébraïque qui a commencé à la veille au soir du 2 octobre 1997 et s'est finie le 20 septembre 1998. Cette année a compté 354 jours. Ce fut une année simple dans le cycle métonique, avec un seul mois de Adar. Ce fut la quatrième année depuis la dernière année de chemitta.
En l'an 5758, l'État d'Israël a fêté ses 50 ans d'indépendance.

## Calendrier
Ce calendrier hébraïque de l'année 5758 donne les correspondances avec les dates du calendrier grégorien.
Le premier nombre dans chaque case correspond au jour du mois hébraïque. Les jours en couleurs sont des jours remarquables juifs ou israéliens.
| ◄◄ | 5758 | ►► |

## Décès
- Isaiah Berlin
- Abraham A. Ribicoff

5753 - 5754 - 5755 - 5756 - 5757 - 5758 - 5759 - 5760 - 5761 - 5762 - 5763